# Lijst van voetbalinterlands Nederland - Noord-Macedonië (vrouwen)
Deze lijst van voetbalinterlands is een overzicht van alle voetbalwedstrijden tussen de nationale vrouwenteams van Nederland en Noord-Macedonië. Nederland en Noord-Macedonië hebben twee keer tegen elkaar gespeeld. De eerste wedstrijd was op 29 oktober 2009 in Zwolle. De laatste confrontatie was op 22 april 2010 in Kumanovo.

## Wedstrijden
| № | Plaats   | Datum           | Competitie           | Wedstrijd             | Uitslag |
| - | -------- | --------------- | -------------------- | --------------------- | ------- |
| 1 | Zwolle   | 29 oktober 2009 | WK 2011 kwalificatie | Nederland − Macedonië | 13 − 1  |
| 2 | Kumanovo | 22 april 2010   | WK 2011 kwalificatie | Macedonië − Nederland | 0 − 7   |

## Samenvatting
| Competitie      | Totaal gespeeld | Winst Nederland | Gelijk | Winst Noord-Macedonië | Doelsaldo Nederland – Noord-Macedonië |
| --------------- | --------------- | --------------- | ------ | --------------------- | ------------------------------------- |
| WK-kwalificatie | 2               | 2               | 0      | 0                     | 20 − 1                                |
| Totaal          | 2               | 2               | 0      | 0                     | 20 − 1                                |